# Pagodroma nivea
El petrel níveo o petrel de las nieves (Pagodroma nivea) es una especie de ave Procellariiformes de la familia de los Procellariidae y único miembro del género monotípico Pagodroma.

## Descripción

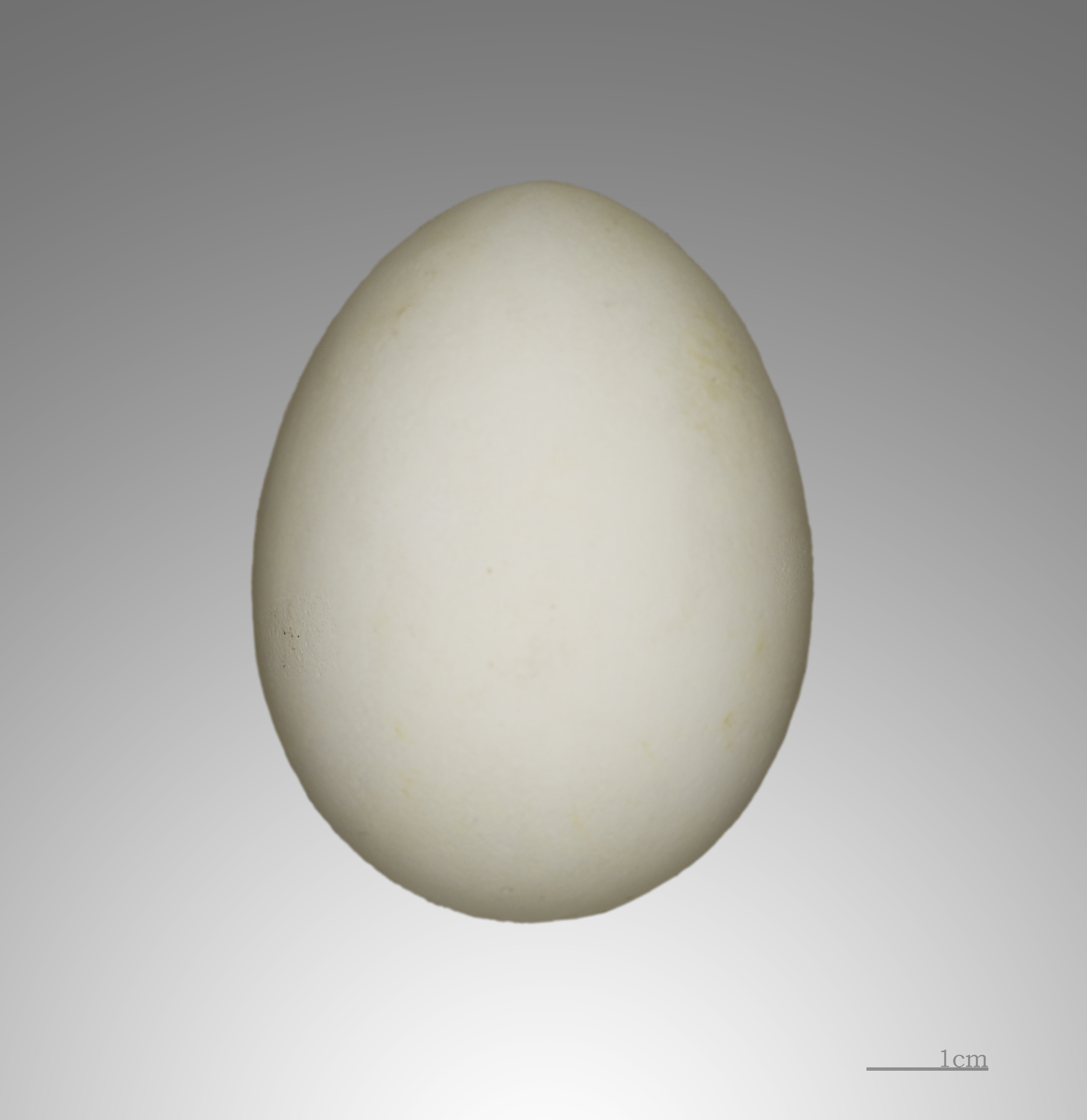
Huevo de Pagodroma nivea

El petrel níveo tiene un plumaje casi completamente blanco, ojos oscuros y un pequeño pico negro. De largo mide entre 36 y 41 cm y de envergadura alcanza los 76-79 cm. Su vuelo es diferente, agitando más las alas que otros petreles. Es una de las tres aves que anidan exclusivamente en la Antártida y que han sido vistas en el polo sur.
Anida en colonias en la península, en el continente y en varias islas antárticas; prefiriendo los acantilados cercanos al mar. algunas aves se quedan en la colonia todo el año, pero lo normal es que partan entre mediados de septiembre y comienzo de noviembre. Ponen un huevo, el que incuban por cerca de 41 a 49 días y el polluelo empolla por 8 días más.
Se alimenta de pescado, algunos cefalópodos, moluscos y krill así como también de carroña. Durante el invierno viven dispersos aunque muchos se agrupan en icebergs. Raramente se observan al norte del territorio antártico.
Como muchos otros petreles, pueden expulsar aceite estomacal a los intrusos de en sus nidos. Ese aceite mal oliente es extremadamente difícil de remover. Se ha sabido que algunos viven entre 14 y 20 años.
Ellos se "bañan" en la nieve, también se sabe que la derriten para beberla.

## Subespecies
Se reconocen dos subespecies:
- Pagodroma nivea confusa (Mathews, 1912)
- Pagodroma nivea nivea (G. Forster, 1777)

## Enlaces externios
- Wikispecies tiene un artículo sobre Pagodroma nivea.
- Wikimedia Commons alberga una categoría multimedia sobre Pagodroma nivea.

- Datos: Q166442
- Multimedia: Pagodroma nivea / Q166442
- Especies: Pagodroma nivea